# The Only Ones
The Only Ones (с англ. — «Единственные») — английская рок-группа, образованная в Лондоне в 1976 году, первоначальными участниками которой были Питер Перретт, Алан Мэйр, Джон Перри и Майк Келли, они впервые распались в 1982 году. Они были связаны с панк-роком, но при этом находились на музыкальной территории между панком, пауэр-попом и хард-роком, с заметным влиянием психоделии.
The Only Ones воссоединились в 2007 году после того, как их самый большой хит «Another Girl, Another Planet» пережил всплеск общественного интереса. Группа завершила тур по Великобритании в июне 2007 года и продолжила гастролировать в течение 2008 и 2009 годов. Новый материал был записан в 2009 году и исполнялся вживую, но так и не был выпущен. В 2023 году они воссоединились впервые за девять лет, чтобы дать концерты в Лондоне и Хебден-Бридже.

## Наследие
В популярной культуре
Перретт и Келли привлекли внимание Джонни Тандерса, основателя New York Dolls и The Heartbreakers, и работали в качестве сайдменов на дебютном сольном альбоме Тандерса So Alone, в частности, появившись вместе в классической песне «You Can’t Put Your Arms Around a Memory». Однако наркозависимость, в частности употребление героина, пустила под откос их карьеру, и о Перретте было слышно лишь изредка с тех пор, как группа распалась в 1982 году. Он ненадолго появился в середине 1990-х со студийным альбомом Woke Up Sticky и выпустил свой дебютный сольный альбом How the West Was Won в 2017 году.
Соло-гитарист Перри продолжал играть в качестве сессионного гитариста для таких артистов, как The Sisters of Mercy, Эван Дандо (из The Lemonheads) и Марианна Фейтфулл. Он написал несколько хорошо зарекомендовавших себя музыкальных биографий для сборника хитов The Who Meaty Beaty Big and Bouncy, двойного альбома the Rolling Stones Exile on Main St. и альбома Джими Хендрикса Electric Ladyland. В 2005–2006 годах он играл и записывался с певцом и автором песен Фредди Стивенсоном.
The Only Ones оказали влияние на инди-рок и альт-рок-сцены с момента их первоначального успеха, на такие группы, как The Replacements, Blur, Nirvana и the Libertines. Несколько групп сделали каверы на их песню «Another Girl, Another Planet», включая The Libertines, The Replacements и Blink-182. Их песня «The Whole of the Law» была исполнена Yo La Tengo на шестом студийном альбоме Painful (1993).

## Дискография
Смотри статью «Дискография The Only Ones» в англ. разделе.
Студийные альбомы
- The Only Ones (1978)
- Even Serpents Shine (1979)
- Baby's Got a Gun (1980)